# Антидетонатори
Антидетонатори (антидетонаційні присадки, англ. antiknock agents) — речовини, що додаються в невеликих кількостях до моторних палив для підвищення їхнього октанового числа й зниження ймовірності детонації палива у двигуні. Список речовин, що дозволяють підвищити антидетонаційні властивості палив досить великий, однак не всі з них можуть використовуватися через технологічні обмеження або через шкоду для навколишнього середовища.

## Причини використання антидетонаційних засобів
Паливо, що використовується у двигунах з іскровим запалюванням, є сумішшю вуглеводнів, основним джерелом яких є сира нафта. Різні вуглеводні, що містяться в бензині, мають різне октанове число. Хоча теоретично можливо отримати бензин з певним октановим числом шляхом точної багаторазової ректифікації сирої нафти, це пов'язано з високими витратами в результаті відмови від використання деяких вуглеводнів, що містяться в нафті й необхідністю значних енерговитрат. Тому сирий бензин, який очистили, має октанове число від 40 до 60. Крім того, сирий бензин має змінне октанове число в залежності від джерела сирої нафти й умов перероблення. Процес крекінгу збільшує октанове число, до рівня близько 80—90.
Сучасним іскровим двигунам, що використовуються в автомобілях, потрібен бензин з октановим числом 95, і виробництво такого палива через рафінування й крекінг є економічно невигідним.

## Метил-трет-бутиловий ефір
Метил-трет-бутиловий ефір (МТБЕ) зараз вважається найкращим антидетонатором. Обмеження його використання викликані особливостями експлуатаційних характеристик — відносно низькою теплотою згоряння й високою агресивністю проти гум. МТБЕ є безбарвною прозорою рідиною з різким запахом. Температура кипіння становить 54—55°С, густина 0,74 г/см3. Октанове число за дослідним методом становить 115—135 пунктів. Світове виробництво МТБЕ становить десятки мільйонів тонн на рік.
Як потенційні антидетонатори можливе застосування етил-трет-бутилового ефіру, трет-амілметилового ефіру, а також простих метилових ефірів, отриманих з олефінів С6 — С7. Крім того, розглядаються такі спирти: метиловий, етиловий, втор-бутанол і трет-бутанол.
Властивості деяких ефірів.
| Ефір | Формула             | ОЧД | ОЧМ | ОЧср  | Ткип,°С |
| МТБЕ | CH3-OC(CH3)3        | 118 | 110 | 114   | 55      |
| ЕТБЕ | C2H5-OC(CH3)3       | 118 | 102 | 110   | 70      |
| TAME | CH3-OC(CH3)2C2H5    | 111 | 98  | 104,5 | 87      |
| ДІПЕ | (CH3)2CH-O-CH(CH3)2 | 110 | 99  | 104,5 | 69      |

Для отримання бензинів АІ-95 й АІ-98 зазвичай використовують добавки МТБЕ або його суміш з трет-бутиловим спиртом, яка називається Фетерол — торгова назва Октану-115. Недоліком таких кисневмісних компонентів є низька температура кипіння ефірів, що в жарку погоду призводить до випаровування та до зниження октанового числа.

## Сполуки свинцю
Найефективнішими й дешевими антидетонаційними (збільшують октанове число) присадками є органічні сполуки свинцю — тетраетилсвинець (ТЕС) і тетраметилсвинець,  перший більш поширений. ТЕС є густою безбарвною й отруйною рідиною з температурою кипіння 200°C. ТЕС добре розчиняється у вуглеводнях і погано у воді. Він пригнічує утворення перекисних сполук в паливі, зменшуючи ймовірність детонації. Здатність ТЕС підвищувати антидетонаційні властивості палив була відкрита в 1921 році, а вже через два роки ТЕС стали інтенсивно виготовляти.
ТЕС не застосовують у чистому вигляді, оскільки утворений металевий свинець осідає на стінках циліндрів двигуна, що призводить до його пошкодження. З цієї причини в суміш з ТЕС вводять так звані вичищувачі, що утворюють з металевим свинцем леткі сполуки. Вони зазвичай є хлор- або бромвмісними з'єднаннями. Суміш ТЕС і вичищувача називають етиловою рідиною, а бензин, що містить добавки етилової рідини, — етилованим.
Етилова рідина дуже ефективна в підвищенні антидетонаційних властивостей палив. Добавка навіть до відсотка етилової рідини в бензин дозволяє збільшити його октанове число на 5—10 пунктів. Найефективніша концентрація ТЕС становить 0,5—0,8 г на 1 кг бензину. Вищі концентрації призводять до підвищення токсичності палива, тоді як детонаційна стійкість зростає незначно. З підвищенням вмісту ТЕС також може знижуватися надійність роботи двигуна через накопичення свинцю в камері згоряння. Якщо в паливі міститься сірка, то ефективність ТЕС різко знижується, оскільки утворений сульфід свинцю перешкоджає розкладанню перекисів. За зберігання етилованого бензину їхня детонаційна стійкість зменшується в результаті розкладу ТЕС. Цей процес прискорюється за наявності в паливі води, осадів, смол, зберігання за високої температури й ін.
Однак ТЕС дуже отруйний і є канцерогеном. Він може проникати в кров людини через пори шкіри й накопичуватися в ній. Також можливе попадання в організм через дихальні шляхи, що може спричиняти важкі захворювання. У їжі навіть невеликі дози ТЕС призводять до смертельних отруєнь. Свинцеві сполуки, що виходять з двигуна з вихлопними газами, осідають у ґрунті й відкладаються в листі придорожніх рослин. Виявлено підвищений вміст свинцю навіть у шерсті міських собак.
У Європі та інших розвинутих країн від ТЕС також відмовилися з введенням норм Євро-2.

## Сполуки марганцю
Як антидетонаційні присадки використовують дві сполуки марганцю: циклопентадіенілтрикарбонілмарганець (ЦТМ) C5H5Mn(CO)3 і метилціилопентадіенілтрикарбонілмарганець (МЦТМ) СH3C5H4Mn(CO)3. Перший є кристалічним порошком жовтого кольору, другий — прозора малов'язка рідина бурштинового кольору з трав'янистим запахом, з температурою кипіння 233°C, густиною 1,3884 г/см 3 і температурою плавлення 1,5°C. МЦТМ добре розчинний у бензині й практично не розчиняється у воді.
Ці з'єднання мало відрізняються за експлуатаційними властивостями й мають приблизно однакову ефективність. Марганцеві сполуки не відрізняються за ефективністю від ТЕС, проте в перерахунку на вміст металу вони ефективніші. При цьому токсичність марганцевих присадок в 300 разів нижче. Їхнім недоліком є розкладання на світлі, що веде до втрати антидетонаційних властивостей. Попри високу ефективність, їхнє застосування загрожує екології.

## Сполуки заліза
Як антидетонатори можуть використовуватися пентакарбоніл заліза, диізобутиленовий комплекс пентакарбонілу заліза і фероцен. Ефективність пентакарбонілу заліза Fe(CO)5 була виявлена в 1924 році. Він є світло-жовтою рідиною з характерним запахом (густина 1,457 г/см3, температура кипіння 102,2°C, температура плавлення 20°C). Його застосовували в 1930-і роки в Німеччині в концентрації 2—2,5 мл/кг. Потім його використання припинилося через те, що при його згорянні утворювалися оксиди заліза, що порушували роботу свічок запалювання. При цьому швидше зношувалися стінки циліндра двигуна. Збільшення октанового числа при використанні Fe(CO)5 на 15—20% менший, ніж при використанні етилової рідини. Його недоліком також є схильність до швидкого розкладання на світлі до нерозчинного карбонілу Fe(CO)9.
Діиізобутиленовий комплекс пентакарбонілу заліза [Fe(CO)5]3[C8H16]5 — рідина з густиною 0,955 г/см3 і температурою кипіння 27—32°C, добре розчинна в бензині. За антидетонаційною стійкістю він схожий на пентакарбоніл заліза.
Ферроцен (С5H5)2Fe — це легкозаймистий кристалічний порошок оранжевого кольору (температура плавлення 174°C, кипіння 249°C, розкладання 474°C). Він повністю розчинний у бензині й має більшу антидетонаційну стійкість, ніж інші сполуки заліза. Ферроцен і його похідні можна використовувати в складі бензинів всіх марок за концентрації заліза не більше 37 мг/мл. Концентрацію ферроцена обмежують з двох причин. По-перше, через утворення оксидів заліза, які залишаються у вигляді накипу на частинах двигуна, а також накопичуються в мастилі. По-друге, через схильності бензину до смолоутворення.

## Амінні сполуки
Анілін С6H5NH2 — безбарвна масляниста рідина з температурою кипіння 184°C і температурою плавлення -6°C. Анілін є отруйною сполукою та має обмежену розчинність в бензині. На повітрі він окиснюється й темніє. За низької температури суміші аніліну з бензином схильні до розшарування, тому в чистому вигляді анілін як антидетонатор не застосовується.
Ароматичні аміни мають високий антидетонаційний ефект, але застосовується тільки монометиланілін (N-метиланілін) — С6H5NHCH3. Це масляниста рідина жовтого кольору з густиною 0,98 г/см3, що розчиняється в бензині, спиртах та ефірах. Октанове число за дослідним методом 280. Однак ароматичні аміни мають істотний недолік — вони схильні до смолоутворення й спричиняють швидше зношення деталей двигуна.

## Порівняльні характеристики антидетонаторов
Концентрація антидетонаторів у паливі з тієї чи іншої причини обмежена, що призводить до обмеженого збільшення октанового числа. Крім того, приріст октанового числа нелінійно залежить від концентрації добавки й для кожного антидетонатора існує максимальна концентрація, вище якої він вже не проявляє додаткового ефекту.
Порівняльні характеристики антидетонаторов 
| Тип присадки     | Максимальна концентрація | Причина обмеження                                                                                  | Макс. приріст ОЧ |
| оксигенатів      | 15%                      | Відносно низька теплота згоряння й висока агресивність проти гум                                   | 4—6              |
| Pb-містять       | 0,17 г Pb/л              | Висока токсичність та утворення накипу в камері згоряння                                           | 8                |
| Mn-які містять   | 50 мг Mn/л               | Підвищене зношення, утворення накипу на свічках запалювання й в камері згоряння                    | 5—6              |
| Fe-містять       | 38 мг Fe/л               | Підвищене зношення, утворення накипу на свічках запалювання й в камері згоряння                    | 3—4              |
| ароматичні аміни | 1—1,3%                   | Засмолення деталей двигунай паливної системи. Збільшення зношення деталей циліндро-поршневої групи | 6                |